# 63로
63로(63-ro, 63路, 六三路, 육삼로)는 서울특별시 영등포구 여의도동에 있는 서울특별시도로, 총 연장은 594m이다. 도로의 명칭이 유래된 것은 여의도의 대표적인 건물인 63빌딩 명칭을 인용한 것에서 유래하였다.

## 역사
- 2010년 5월 27일 : 도로명으로 63로를 고시

## 주요 경유지
- 영등포구
  - 여의도동

## 접촉하는 도로
- 국제금융로
- 여의동로

## 주요 건물 및 시설
- 은하아파트 (63로 7/여의도동 52)
- 가톨릭대학교 여의도성모병원 (63로 10/여의도동 62)
- 콤비빌딩 (63로 32/여의도동 61-4)
- 리버타워 (63로 36/여의도동 61-5)
- 라이프오피스텔 (63로 40/여의도동 61-3)
- 여의도 시범아파트 (63로 45/여의도동 50)
- 63한화생명빌딩 (63로 50/여의도동 60)